# Noel Davern
Michael Christopher Noel Davern (irisch Nollaig Ó Dobharáin, * 24. Dezember 1945 in Cashel, County Tipperary; † 27. Oktober 2013) war ein irischer Politiker der Fianna Fáil.

## Biografie
Davern, der von Beruf Landwirt und Repräsentant von Firmen war, begann seine nationale politische Laufbahn als Kandidat der Fianna Fáil 1969 mit der erstmaligen Wahl zum Abgeordneten (Teachta Dála) des Unterhauses (Dáil Éireann). Dort vertrat er zunächst bis 1981 die Interessen des Wahlkreises Tipperary South.
1979 wurde er außerdem zum Mitglied des 1. Europäischen Parlamentes und gehörte diesem bis 1984 an. 1981 verzichtete er aus diesem Grund auf eine erneute Kandidatur für das Unterhaus, sondern kandidierte für dieses erst wieder 1987 nach seinem Ausscheiden aus dem Europäischen Parlament. Zwischen 1987 und 2007 vertrat er wiederum die Interessen des Wahlkreises Tipperary South im Dáil.
Im Rahmen einer Kabinettsumbildung wurde Davern am 14. November 1991 von Premierminister (Taoiseach) Charles J. Haughey zum Bildungsminister ernannt und behielt dieses Amt für knapp drei Monate bis zum Ende von Haugheys Amtszeit am 11. Februar 1992.
Im Kabinett von Premierminister Bertie Ahern übernahm er vom 8. Juli 1997 bis zum 6. Juni 2002 das Amt eines Staatsministers im Ministerium für Landwirtschaft, Ernährung und Forstwirtschaft, gehörte aber als solcher „Juniorminister“ nicht mehr dem Kabinett an. Zuletzt war er vom 5. Dezember 2002 bis zum 29. April 2007 Vorsitzender des Unterhausausschusses für Angelegenheiten der Parlamentsmitglieder.
Bei den Unterhauswahlen 2007 verzichtete er auf eine erneute Kandidatur und schied aus dem Dáil aus.